# Malo Polje
Malo Polje é um assentamento localizado no município de Ajdovščina na Eslovênia. Possuía uma população estimada de 71 habitantes em 2020.